# Альфред Де Клуазо
Альфред-Луї-Олів'є Легран Деклуазо (Альфред Де Клуазо; фр. Alfred Des Cloizeaux; 17 жовтня 1817, Бове — 6 травня 1897, Париж) — французький вчений-мінералог і кристалограф, професор Сорбонни.

## Життєпис
Народився 17 жовтня 1817 року в місті Бове.
Здобув освіту в паризькому ліцеї Шарлемань, потім прослухав поглиблений курс лекцій з мінералогії та кристалографії у Національному музеї природничої історії та Вищої національної гірничої школи Парижа.
З 1843 року викладав мінералогію та кристалографію у Вищій нормальній школі, а також працював у хімічній лабораторії в Колеж де Франс.
Відомий кристалографічними та оптичними дослідженнями мінералів. Він перший вказав на зв'язок, який існує між кристалічною системою мінералу та його оптичними особливостями, та встановив методи визначення кристалічних систем на підставі оптичних явищ. Знайшов у кіноварі кругову поляризацію. У 1876 відкрив мікроклін, триклиномерний калієвий польовий шпат.
У 1845–46 роках він відвідував Ісландії, де зокрема вивчав гейзери.
Помер 6 травня 1897 року в Парижі, похований на цвинтарі Монпарнас.

## Членство в організаціях
Член Французької академії наук, відділ мінералогії
Член Баварської академії наук
Член Геттінгенської академії наук
Член Шведської королівської академії наук.
Іноземний член Лондонського королівського товариства.